# Pen-y-bont-fawr
Pen-y-bont-fawr est un village et une communauté du Powys, au pays de Galles.

## Géographie
Pen-y-bont-fawr est situé dans le nord-ouest du Powys, dans le comté historique du Montgomeryshire, à une dizaine de kilomètres au nord-ouest de la ville de Llanfyllin. Il est traversé par la Tanat (en), un affluent de la Vyrnwy.

## Démographie
Au recensement de 2011, la communauté de Pen-y-bont-fawr comptait 440 habitants.